# Мария Брауншвейг-Вольфенбюттельская (1566—1626)
Мария Брауншвейг-Вольфенбюттельская (нем. Maria von Braunschweig-Wolfenbüttel; 13 января 1566, Шладен — 13 августа 1626, Лауэнбург) — принцесса Брауншвейг-Вольфенбюттельская, в замужестве герцогиня Саксен-Лауэнбургская.
Принцесса Мария — дочь герцога Юлия Брауншвейг-Вольфенбюттельского и его супруги Гедвиги Бранденбургской, дочери курфюрста Иоахима II Бранденбургского. 10 ноября 1582 года в Вольфенбюттеле Мария вышла замуж за герцога Франца II Саксен-Лауэнбургского. Похоронена в усыпальнице церкви Марии Магдалины в Лауэнбурге.

## Потомки
В браке с Францем II родились:
- Франц Юлий (1584—1634), женат на Агнессе Вюртембергской (1592—1629)
- Юлий Генрих (1586—1665), герцог Саксен-Лауэнбурга, женат последовательно на Анне Ост-Фрисландской (1562—1621), Елизавете Софии Бранденбургской (1589—1629) и баронессе Анне Магдалене фон Лобковиц (ум. 1668)
- Эрнст Людвиг (1587—1620), погиб в Ашау
- Гедвига Сибилла (1588—1635)
- Юлиана (1589—1630), замужем за герцогом Фридрихом Шлезвиг-Гольштейн-Норбургским (1581—1658)
- Иоахим Сигизмунд (1589—1629)
- Сабина Катарина (1591)
- Франц Карл (1594—1660), женат последовательно на Агнессе Бранденбургской (1584—1629), Екатерине Бранденбургской (1602—1644) и графине Кристине Елизавете фон Меггау (ум. 1689)
- Рудольф Максимилиан (1596—1647), женат на Анне Катерине де Дульчине
- Хедвига Мария (1597—1644), замужем за князем Аннибале Гонзагой, принцем Боццоло (1602—1668)
- Франц Альбрехт (1598—1642), погиб, женат на Кристине Маргарите Мекленбург-Гюстровской (1615—1666)
- Иоганн Георг (1600—1601)
- София Гедвига (1601—1660), замужем за герцогом Филиппом Шлезвиг-Гольштейн-Глюксбургским (1584—1663)
- Франц Генрих (1604—1658), женат на графине Марии Юлиане Нассау-Зигенской (1612—1665)